# Limnophora setinervoides
Limnophora setinervoides este o specie de muște din genul Limnophora, familia Muscidae, descrisă de Ma în anul 1981. Conform Catalogue of Life specia Limnophora setinervoides nu are subspecii cunoscute.